# Липчей Анатолій Ярославович
Анатолій Ярославович Липчей (7 травня 2003 — 5 січня 2025) — лейтенант Національної гвардії України, учасник російсько-української війни. Герой України (2025, посмертно).

## Життєпис
Народився 7 травня 2003 року в селі Велятино. Закінчив вищий військовий заклад у Львові. Після закінчення навчання став до лав Національної гвардії України. 
Під час повномасштабного російського вторгнення — командир 1-го танкового взводу танкової роти 14-ї бригади НГУ «Червона калина».
Загинув 5 січня 2025 року в районі міста Покровськ на Донеччині.

## Нагороди
- Звання Герой України з удостоєнням ордена «Золота Зірка» (23 травня 2025, посмертно) — за особисту мужність і героїзм, виявлені у захисті державного суверенітету та територіальної цілісності України, самовіддане служіння Українському народові[2].